# Wordle
《Wordle》是由威尔士软件工程师乔希·沃德尔开发的网页单词游戏。玩家在游戏内有六次机会猜出一个五字英语单词，而游戏会用颜色方块向玩家提示字母的有无和位置。游戏每天更新，而所有玩家在当天内需要猜同一个单词。沃德尔受Jotto等单词游戏和美国游戏节目《Lingo》启发，创作此游戏。
沃德尔起初只为自己和伴侣开发《Wordle》，但于2021年10月公开发布此游戏。2021年晚，游戏新增以绘文字格式分享结果的功能后，在社交媒体上爆红，亦因此催生众多翻版、语言改编和规则各异的仿制作品。2023年，此游戏有48亿游玩次数。
2022年1月，紐約時報公司以“七位数低价”收购《Wordle》。游戏保持免费，但也发生修改，比如删除冒犯性和政治敏感单词，以及添加账号系统和统计记录。其后，《Wordle》加入《纽约时报填字游戏》（New York Times Crossword），并添加可供玩家分析游戏的WordleBot。2022年11月，特蕾西·本内特担任第一任游戏编辑，负责完善词库和挑选应节单词。

## 游戏玩法

用四次尝试完成Wordle #196

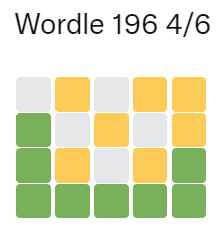
上面Wordle游戏的绘文字版本。文字版本：
Wordle 196 4/6
⬜️🟨⬜️🟨🟨
🟩⬜️🟨⬜️🟨
🟩🟨⬜️🟨🟩
🟩🟩🟩🟩🟩

玩家有六次机会猜出一个五字母英语单词，而游戏会每天更新单词。玩家输入单词后，游戏会为字母标上颜色，指引玩家：绿色代表字母位置正确；黄色代表字母在单词内，但位置错误；灰色代表字母不在单词内。如果单词含有多个相同字母（如“robot”中的“o”），则只有答案也包含多个该字母时，第一以后的字母才会标为绿色或黄色；如果该字母在答案中只出现一次，则第一以后的字母会标为灰色。
《Wordle》每天的谜底由2309个单词内抽取而来。游戏遵循美式英语拼写，导致美国以外的玩家投诉有不公平之嫌（如用，不用英式的）。游戏也提供“困难模式”，强制要求玩家在后续猜测中使用先前出现的绿色和黄色提示。所有玩家在同一天内需要猜出同一个单词。此外，游戏也提供夜間模式和色盲玩家可用的高对比模式。启用色盲模式后，绿色和黄色分别改为橙色和蓝色。
《Wordle》在概念和风格上，与1955年纸笔游戏Jotto和美国游戏节目系列《Lingo》类似。游戏玩法与两人游戏文字珠璣妙算相似， 也与1A2B相近，但《Wordle》还会指出哪些字母正确。
根据《纽约时报》收集的数据，玩家最常用或开始游戏，但玩家如果用或开始，则需要的尝试一般比以或开始的玩家需要的还多。计算机算法可以稳定在五次尝试以内猜出单词。

## 历史

### 早期开发
2013年，乔希·沃德尔开发《Wordle》的早期原型，取名为《Mr. Bugs' Wordy Nugz》。 沃德尔受珠玑妙算的颜色配对功能启发制作游戏，而在游戏中可以连续猜很多个单词。游戏的词库原本包含所有五字母英语单词（共约13000个），但沃德爾发现伴侣帕拉克·沙阿（Palak Shah）很难猜出生僻词，导致游戏的随机性与珠玑妙算不相上下。沃德爾为改进游戏体验，让沙阿过滤词库，最后将词库缩减到约2000个常用单词。如果游戏每天出一道谜题，则可以维持五年左右。她将词库的单词分类为知道的、不知道的和可能知道的。2014年，沃德爾完成原型，但最后失去兴趣，因此不再游玩。
此后几年间，沃德爾在Reddit担任工程师期间，制作社会实验按钮和Place。2019冠状病毒病疫情中，他和伴侣开始对《纽约时报》的拼字游戏和每天填字游戏着迷。他因此重燃对《Wordle》的兴趣，又从拼字游戏的极简设计和每天出一道谜题的玩法汲取灵感。2021年1月，沃德爾在网上发布《Wordle》，但只分享给自己和伴侣游玩。游戏的名字是沃德爾（Wardle）自己姓氏的雙關。

### 爆红
沃德爾之后将游戏分享给亲戚，很快就“让他们痴迷”。在此后几个月内，他向密友介绍此游戏，而游戏到2021年10月中开始病毒式传播。沃德爾后来发现，他在新西兰的一班朋友开发了用繪文字表示《Wordle》结果的方法，以供分享，于是他将此功能加入游戏。在此之后，2021年12月底，《Wordle》在Twitter爆红。
游戏的玩家数量也迅速提升，从2021年11月1日的90人上升到2022年1月2日的逾30万人，再于一星期后提升到200万以上。2022年1月1日到13日，Twitter用户共分享120万个《Wordle》结果。CNET和《印度快報》等新闻公司认为游戏凭借其每日谜题的格式爆火；《卫报》则称游戏之所以能吸引玩家，部分是因为他们可借此回想曾经更单纯的网络时代。沃德爾认为，游戏每天只出一道谜题，会制造稀缺感，让玩家渴求更多。他又说这种格式可鼓励玩家每天只花三分钟玩这款游戏。他也提到游戏还有一些细节，可以令玩家乐在其中，比如游戏的键盘随游戏状态变色。尽管《Wordle》爆红，但沃德爾声明自己不打算从中盈利，强调道：“它不会对你的数据或眼睛做什么可疑行为……它只是一款供人娱乐的游戏。”在BBC廣播四台《今天》的采访中，沃德爾说自己不会了解每天的谜底，这样他依然可以享受游戏。
另外，史蒂芬·克拉沃塔（Steven Cravotta）制作的App Store游戏《Wordle!》比沃德爾的《Wordle》早五年发布。虽然两者游戏完全无关，但许多玩家混淆名称，故而下载《Wordle!》。2022年1月5日到12日，克拉沃塔的《Wordle!》被下载逾20万次。克拉沃塔发现这是因为玩家将游戏误认作沃德爾的《Wordle》后，他与沃德爾合作，向加利福尼亚州奥克兰的学童教学慈善机构Boost捐款50000美元。Google搜索也加入了有关此游戏的复活节彩蛋：搜索“Wordle”后，Google的标志会变成在《Wordle》中猜出“Google”的动画。此外，Twitter为预防剧透，封锁一个对玩家结果回覆次日答案的机器人。

### 纽约时报公司收购
2022年1月31日，出版《纽约时报》的纽约时报公司以“不予披露的七位数低价”，从沃德爾收购《Wordle》。沃德爾解释道，他和伴侣从数月前以来备受关注，因而感到不自在。他也不愿意对付网络上的很多《Wordle》翻版。沃德爾说：“我觉得这件事很复杂，让我很不舒服”，又指出他出售游戏后便可以“脱身一切问题”。2022年1月5日（《Wordle》出现于《纽约时报》文章中的两天后），《纽约时报》游戏部主管乔纳森·奈特（Jonathan Knight）首次联系沃德爾。公司和沃德爾于月底确定收购事宜，而首席产品官亚历克斯·哈迪曼（Alex Hardiman）说：“我们公司好像从来没有这么快就确定收购了。” 
《名利场》称《纽约时报》在收购《Wordle》时，出价勉强高于《华盛顿邮报》。
《纽约时报》称如果订阅者能在2025年前到达1000万人，则时报会将《Wordle》加入猜谜游戏集合（先前也已包含填字游戏和拼字游戏）。公司向玩家确保，游戏起初会保持免费，其核心玩法也不作变化。尽管如此，部分玩家担心时报最终会对《Wordle》实施付費牆，也因此下载游戏的网页，以便离线游玩，因为《Wordle》只用JavaScript运行。2月10日，《纽约时报》正式将《Wordle》移动到其网页，并转移玩家统计，但有些用户称自己的每日连胜在此过程中中断。开发者为将游戏融入《纽约时报》线上平台，用React重新编写游戏，再允许玩家用《纽约时报》账号登入，以跟踪进度。
转移过程中，《纽约时报》为使《Wordle》“面向大众”，从游戏的词库删去敏感或冒犯性单词，如（奴隶）和（执行私刑）。此外，时报也除去部分英式拼写单词，如（对应美式的）。《纽约时报》也因应时事修改游戏，确保《Wordle》与时事分开。2022年5月，美国最高法院对多布斯诉杰克逊妇女健康组织案的意见稿遭漏出后，时报从词库删去（胎儿）。到2022年7月，时报从《Wordle》的答案库（原2315个单词）删去7个单词，导致《纽约时报》的《Wordle》与之前缓存的版本失去同步，令玩家难以用不同版本比较成绩。
2022年8月24日，《Wordle》加入《纽约时报填字游戏》（New York Times Crossword）应用程序，而移动端和电脑端的进度开始同步。2022年4月7日，《纽约时报》推出WordleBot，帮助玩家分析完成当日Wordle谜题的方式，再用数值评估玩家的运气和技术。部分玩家认为，WordleBot在分析玩家的猜词过程时，语气居高临下，似在侮辱玩家。根据《纽约时报》2022年3月31日季结盈利报告，时报收购《Wordle》后，“数千万位”新玩家便加入《纽约时报》谜题网站和应用程序，且有很多玩家继续游玩《纽约时报》的其他谜题游戏。《纽约时报》游戏部门的编辑将此后的几个月称为“《Wordle》热门之夏”，因为《Wordle》被收购后，游戏应用程序的玩家数量大幅上升。
孩之寶与《纽约时报》合作，开发《Wordle》的圖版遊戲版本《Wordle: The Party Game》。在游戏中，一位玩家想出谜底，而其他玩家（一到三位）需要按照《Wordle》的规则轮流猜出单词。游戏于2022年10月发布。

#### 编辑
2022年11月，《纽约时报》将特蕾西·本内特任命为《Wordle》编辑，其职责为从词库选出每天的谜底。2023年1月，本内特在《今天》的采访中解释道，虽然单词顺序最初随机，但她会审核每个单词的适合度。如果单词可能用来冒犯他人，或其次要词义为贬义，则她会将其剔除。她也避免采用字母搭配过于常见的单词，比如，因为一共有八个单词的后四个字母与它相同，导致其难以推测。
本内特提到玩家最常投诉的是不常用单词，如（削皮刀）、（盧比）和仅在美国语境出现的（公寓大廈）。此外，她也有时将谜底和重要日子对齐。例如，她上任编辑的那一天，答案为（开始）；國殤紀念日（11月11日）的谜底为（勋章）；感恩节（11月24日）的谜底为（宴会）。沃德爾原本的词库并无此类主题连接。然而，部分玩家不赞成此举动，如《Slate》的莉齐·奥利里（Lizzie O'Leary）认为《Wordle》应该要“一直又难又怪”，保持变幻莫测。

#### 使用
2022年，“Wordle”是全球和美国Google最常搜索的词语。此外，游戏爆红后，玩家经常搜索每日答案的意思，因而影响Google的搜索趋势。2022年最常搜索的十个单词词义中，有七个（cacao）是《Wordle》的谜底。
2023年3月游戏开发者大会中，《纽约时报》制作人佐伊·贝尔（Zoe Bell）解释《Wordle》长久爆火对公司其他线上游戏的影响。虽然《Wordle》的玩家数量在2022年3月到达高峰，之后逐渐减少，但数量在一年后稳定维持在峰值的一半。除此之外，《Wordle》的流行亦带动《纽约时报》其他游戏的关注度，例如截至2023年3月，这些游戏的每日玩家数量持续上升。

## 评价和影响

### 评价
《Wordle》的评价整体正面。《衛報》对游戏给予五星评价，称赞其为“连最忙碌的人都可以抽空玩的5分钟游戏”，也将其与报纸上的每日谜题类比。《PC Gamer》给予80/100的评分，并将其称作“令人着迷的绝妙每日谜题”，又称“它的网络群体气氛最为温馨”，认为网上还有很少游戏社群能和《Wordle》一般纯洁。
负面评价方面，《PCMag》的乔丹·迈纳（Jordan Minor）认为，虽然《Wordle》本身“宁静又惬意”，但玩家却将此游戏“化为恼人的文化战争”。
《Polygon》的查利·霍尔（Charlie Hall）批评游戏的图版游戏版本只照搬电子游戏的玩法，没有为了方便多人游玩而新增特别功能。

### 改编和翻版
《Wordle》在2022年初迅速爆红后，催生各种改编，当中有许多玩法变化。例如，英国程序员qntm制作的《Absurdle》为游戏的对抗版本：玩家每猜一个单词，答案会改变，但依然符合之前的提示。有的翻版则保留《Wordle》的玩法，但改变词库，例如翻译成其他语言和只用特定主题的单词。后者的翻版包括《Sweardle》（词库仅有髒話）和《Weddle》（仅有國家美式橄欖球聯盟球员名，游戏名来自前安全卫埃里克·韦德尔）。一些旧硬件也有《Wordle》的移植版，比如Game Boy的《GameBoy Wordle》、任天堂3DS的《Wordle DS》和诺基亚N-Gage的翻版。
除翻版之外，许多游戏虽然玩法与《Wordle》不同，但名称带有“-le”后缀，表示其与《Wordle》稍有关系，包括《Semantle》（游戏以词义距离引导玩家猜出谜底）和《Squabble》（《Wordle》的大逃杀游戏改版）。另外，很多《Wordle》改編要求玩家猜单词以外的事物，例如《Worldle》（由外形猜国家或地区；玩家会有方向和距离提示）、《Heardle》（猜歌曲；2022年7月由Spotify收购）、《Globle》（猜国家；游戏会按照距离为玩家猜的国家上色）。有些改编则需要玩家一次猜出多个单词，比如《Quordle》（同时猜出四个单词；2023年1月由梅里厄姆-韦伯斯特收购）。
2022年1月初，许多附带广告的《Wordle》翻版在Apple的App Store上架。这些应用程序一般袭用《Wordle》的名称，且游戏玩法与原版大同小异，但到月底几乎都下架。收购《Wordle》后，《纽约时报》为保护知识产权，为游戏名称申请商标，并对包含游戏源代码的GitHub仓库发出數字千年版權法取缔通知。2024年5月，《纽约时报》称猜地方的改编游戏《Worldle》侵犯版权，因此对其起诉。《Worldle》的开发者表示自己将提出异议。

#### 其他
2022年1月，《Wordle》風靡英语社群后，网上便出现众多语言的翻版。汉娜·帕克（Hannah Park）制作的开源版本经语言学家艾登·派因（Aiden Pine）修改后，支持不同字符集，方便各语言的玩家游玩。派因也在博客上发布如何自製《Wordle》的教程。截至2024年10月，合作计划Wordles of the World（世界的Wordle）记录780款《Wordle》相关的游戏和资源，覆盖158门语言。这些语言包括历史和地区方言、土著语、不以字母书写的语言（比如中文成语和美國手語），乃至克林贡语等人工語言。